# ديزموند لانغلي
ديزموند لانغلي (بالإنجليزية: Desmond Langley)‏ هو عسكري بريطاني، ولد في 16 مايو 1930 في لندن في المملكة المتحدة، وتوفي في 14 فبراير 2008.